# 쿠시바

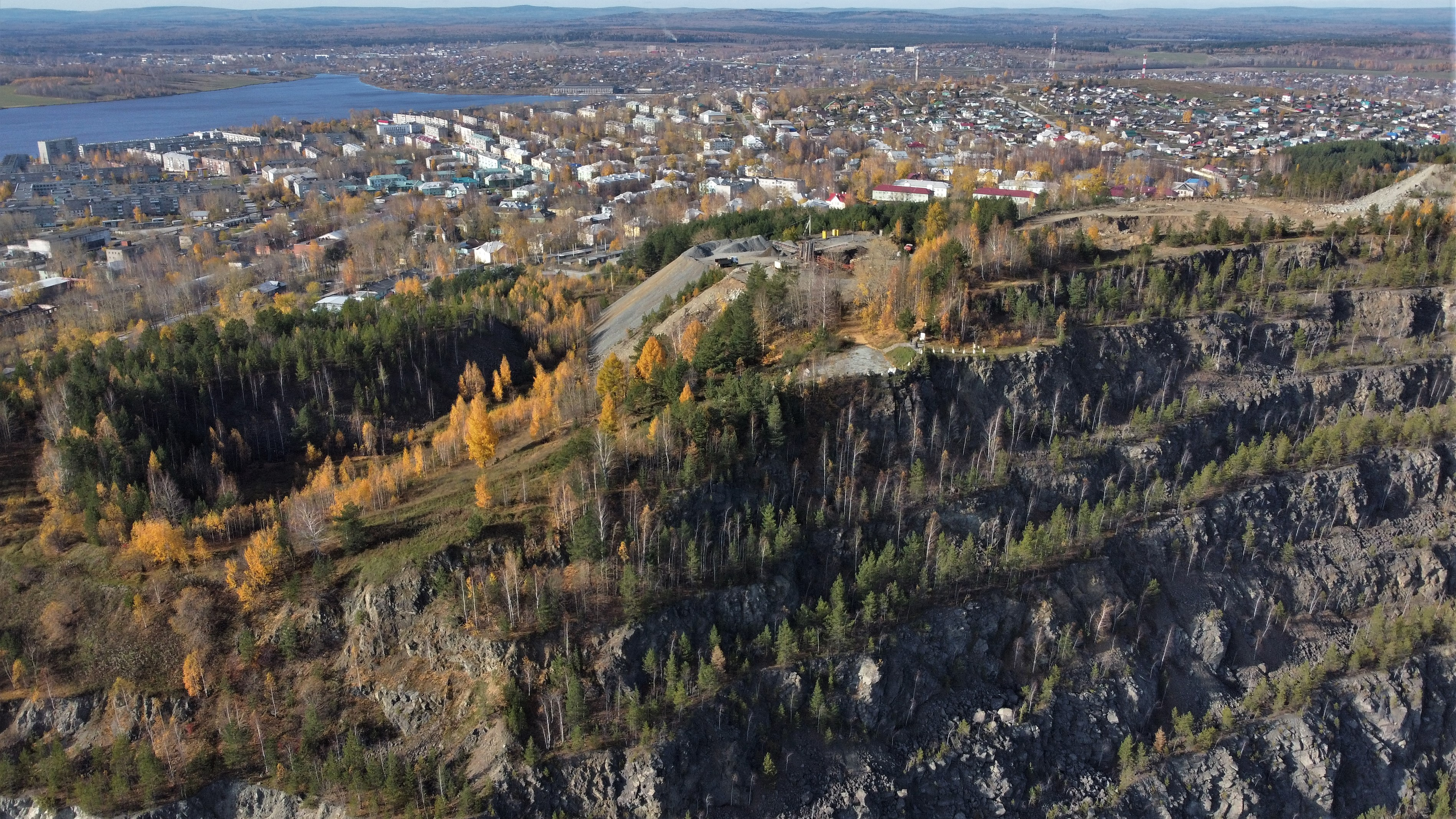

쿠시바(러시아어: Кушва)는 우랄산맥에 위치해 있고, 예카테린부르크시와는 가까운데에 있다.
1735년에 철광석을 채광하기 위해 세워진 마을에서 발전하였다.